# Cá lịch biển xanh
Cá lịch biển xanh (danh pháp hai phần: Gymnothorax funebris) là một loài cá lịch biển trong họ cá lịch biển, được tìm thấy ở tây Đại Tây Dương từ New Jersey, Bermuda, và bắc vịnh Mexico đến Brasil, tại độ sâu đến 40 m. Nó có chiều dài lên tới 2,5 m.

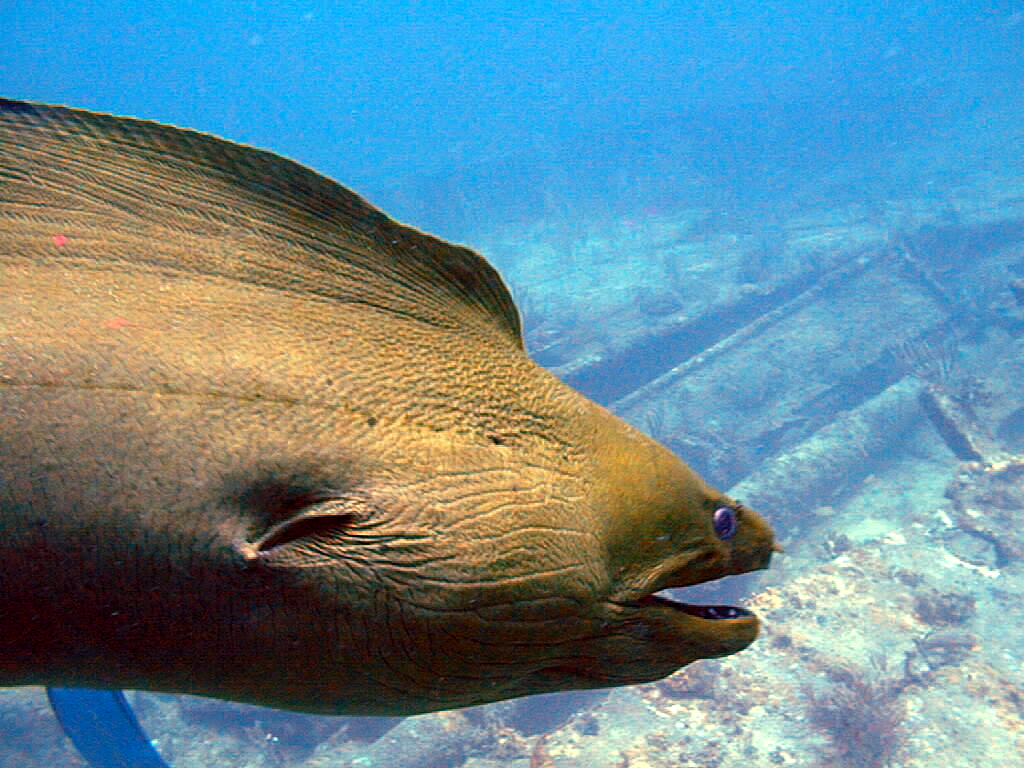
Gymnothorax funebris